# Sbeineh
Sbeineh est une ville dans le Sud de la Syrie, située à 14 km au sud de Damas, dans l'Ouest de la Ghouta. Les localités suivantes se trouvent à proximité : Ashrafiyat Sahnaya, Darayya, Muadamiyat al-Sham, Sayyidah Zaynab, al-Hajar al-Aswad.
Un camp de réfugiés palestiniens couvrant 0,03 km2a été établi dans la ville en 1948. Le camp a aussi accueilli des réfugiés fuyant la guerre de 1967.